# Blang Rheu
Blang Rheu is een bestuurslaag in het regentschap Bireuen van de provincie Atjeh, Indonesië. Blang Rheu telt 207 inwoners (volkstelling 2010).